# 適應度
適應度（英語：Fitness），又可稱適存度或生殖成就，是生物學，特別是群體遺傳學、數理生物學中用來描述擁有某一特定基因型的個體，在繁殖上的成功率或能力。假如帶有不同基因型的個體擁有不同的適應度，那麼這些基因型的比例將會在世代交替之後有所變動。而造成這種比例變動的機制是自然選擇（天擇）。

## 延伸閱讀
- Sober, E. (2001). The Two Faces of Fitness. In R. Singh, D. Paul, C. Krimbas, and J. Beatty (Eds.), Thinking about Evolution:  Historical, Philosophical, and Political Perspectives. Cambridge University Press, pp.309-321. Full text

## 外部連結
- Evolution A-Z: Fitness （页面存档备份，存于）
- Stanford Encyclopedia of Philosophy entry （页面存档备份，存于）